# Женска ватерполо репрезентација Немачке
Женска ватерполо репрезентација Немачке представља Немачку на међународним такмичењима у ватерполу за жене. Највеће успехе остварила је осамдесетих година двадесетог века.

## Резултати

### Летње олимпијске игре
- 2000. – Није се квалификовала
- 2004. – Није се квалификовала
- 2008. – Није се квалификовала
- 2012. - Није се квалификовала
- 2016. - Није се квалификовала

### Светско првенство
- 1986. – 6. место
- 1991. – 6. место
- 1994. – 8. место
- 1998. – Није се квалификовала
- 2001. – Није се квалификовала
- 2003. – 10. место
- 2005. – 8. место
- 2007. – 11. место
- 2009. – 10. место
- 2011. – Није се квалификовала
- 2013. – Није се квалификовала
- 2015. – Није се квалификовала

### Европско првенство
| Европско првенство | Пласман               | Пласман               | ИГ                    | П                     | Н                     | И                     | ГД                    | ГП                    | ГР                    |
| ------------------ | --------------------- | --------------------- | --------------------- | --------------------- | --------------------- | --------------------- | --------------------- | --------------------- | --------------------- |
| Осло 1985.         | Групна фаза           | 3. место              | 7                     | 4                     | 1                     | 2                     | 83                    | 67                    | +16                   |
| Стразбур 1987.     | Групна фаза           | 4. место              | 6                     | 3                     | 0                     | 3                     | 54                    | 53                    | +1                    |
| Бон 1989.          | Групна фаза           | 5. место              | 5                     | 3                     | 0                     | 2                     | 52                    | 32                    | +20                   |
| Атина 1991.        | Групна фаза           | 6. место              | 4                     | 1                     | 0                     | 3                     | 22                    | 37                    | -15                   |
| Лидс 1993.         | Групна фаза           | 6. место              | 6                     | 3                     | 0                     | 3                     | 57                    | 41                    | +16                   |
| Беч 1995.          | 2. групна фаза        | 7. место              | 6                     | 2                     | 0                     | 4                     | 61                    | 54                    | +7                    |
| Севиља 1997.       | Четвртфинале          | 6. место              | 8                     | 4                     | 0                     | 4                     | 50                    | 59                    | -9                    |
| Прато 1999.        | Групна фаза           | 7. место              | 4                     | 1                     | 0                     | 3                     | 32                    | 37                    | -5                    |
| Будимпешта 2001.   | Групна фаза           | 7. место              | 4                     | 1                     | 0                     | 3                     | 26                    | 37                    | -11                   |
| Љубљана 2003.      | Групна фаза           | 7. место              | 4                     | 1                     | 0                     | 3                     | 43                    | 31                    | +12                   |
| Београд 2006.      | Групна фаза           | 7. место              | 4                     | 1                     | 0                     | 3                     | 43                    | 54                    | -11                   |
| Малага 2008.       | Групна фаза           | 7. место              | 4                     | 1                     | 0                     | 3                     | 30                    | 44                    | -14                   |
| Загреб 2010.       | Групна фаза           | 7. место              | 4                     | 1                     | 1                     | 2                     | 53                    | 46                    | +7                    |
| Ајндховен 2012.    | Групна фаза           | 8. место              | 4                     | 0                     | 0                     | 4                     | 41                    | 65                    | -14                   |
| Будимпешта 2014.   | Није се квалификовала | Није се квалификовала | Није се квалификовала | Није се квалификовала | Није се квалификовала | Није се квалификовала | Није се квалификовала | Није се квалификовала | Није се квалификовала |
| Београд 2016.      | Четвртфинале          | 8. место              | 8                     | 2                     | 0                     | 6                     | 56                    | 136                   | -80                   |
| Барселона 2018.    | Четвртфинале          | 8. место              | 8                     | 2                     | 0                     | 6                     | 38                    | 149                   | -111                  |
| Будимпешта 2020.   | Групна фаза           | 11. место             | 6                     | 1                     | 0                     | 5                     | 34                    | 95                    | -61                   |
| Сплит 2022.        | Групна фаза           | 10. место             | 6                     | 1                     | 0                     | 5                     | 42                    | 105                   | -63                   |
| Ајндховен 2024.    | Осмина финала         | 11. место             | 6                     | 3                     | 0                     | 3                     | 79                    | 69                    | +10                   |
| Укупно             | 19/20                 | (0-0-1)               | 104                   | 35                    | 2                     | 67                    | 896                   | 1211                  | -315                  |